# Marie-Odile Beauvais

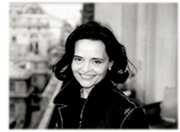
Marie-Odile Beauvais

Marie-Odile Beauvais (* 1951) ist eine französische Schriftstellerin.

## Leben
Beauvais lebt in Paris.

## Ehrungen
- 1997 Prix François-Mauriac für ihren Roman Les forêts les plus sombres[1]
- 2011 Prix Claude-Farrère für ihren Roman Le secret Gretl.[2]

## Werke (Auswahl)
Romane
- Les forêts les plus sombres. Grasset, Paris 1996, ISBN 2-246-52401-6.
- Egoïstes. Denoel, Paris 1999, ISBN 2-207-24954-9.
- L'été de Loulou ou les plaisirs du jeune âge. Édition Nil, Paris 2002, ISBN 2-84111-266-7.
- Le secret Gretl. Fayard, Paris 2009, ISBN 978-2-213-64447-9.

Sachbücher
- Discrétion assurée. Melville-Scheer, Paris 2003, ISBN 2-915341-00-1.
- Proust vous écrira. Melville-Scheer, Paris 2005, ISBN 2-915341-26-5.

Theaterstücke
- A la Madeleine. Paris 2000 (Radio France/France Culture)
- Lettres à elle. Paris 2004 (Radio France/France Culture)